# Haas
Haas oder de Haas ist ein in Deutschland, Österreich, der Schweiz, den Niederlanden, den USA und Ostfrankreich verbreiteter Familienname.

## Herkunft und Bedeutung
Der Name Haas und die niederdeutsche Form de Haas werden zumeist vom althochdeutschen und altniederdeutschen Wort Haso abgeleitet, was „Hase“ bedeutete, aber im übertragenen Sinne auch einen flinken Läufer oder einen merkwürdigen oder verrückten Menschen bezeichnen konnte. Daneben werden aber auch andere mögliche Deutungen vorgeschlagen, so u. a. ein Hausname, der sich vom Fluss Hase (Fluss), der Siedlung Hasdorf, einem „Haus zum Hasen“ oder Hessen ableitet bzw. das Adelsgeschlecht derer zu Hasenburg uvm., u. a. eine Ableitung vom Wort „Har-“ für Flachs, vom mittelhochdeutschen haz= „feindselige Gesinnung oder Hass“ oder dem Rufnamen Hasso, mitunter wird Haas und de Haas auch als jüdisch-niederdeutscher Familienname angesehen. Zunächst tauchte Haas als Nachname ab ca. dem 15. Jahrhundert im süddeutschen Bereich auf und verbreitete sich von dort aus. Auch heute noch ist die Verbreitung des Namens im südwestdeutschen Bereich auffällig, die Variante Haase überwiegt hingegen im mittel- und norddeutschen Raum. Frühe Varianten des Namens tauchen erstmals im 12. Jahrhundert auf, der erste urkundlich erwähnte Träger des Namens Haas(e) war ein Mann namens „Haas(e) der Jud“ im 14. Jahrhundert. Bei der Auswanderung zahlreicher Träger des Nachnamens Haas in die USA wurde der Name oftmals als Hays amerikanisiert.

## Varianten
- Hase, Haase, Haes, Haass, Haaß, de Haas
- Hahs, Has
- Hays, Hayes

## Namensträger

### A
- Adele Haas (* 1939), österreichische Opernsängerin (Sopran)
- Adolf Haas (Jurist) (1844–1908), deutscher Jurist, Verleger und Politiker
- Adolf Haas (KZ-Kommandant) (1893–1945?), deutscher SS-Sturmbannführer und KZ-Lagerkommandant
- Adolf Haas (Biologe) (1914–1982), deutscher Biologe und Naturphilosoph
- Adrian Haas (* 1960), Schweizer Politiker (FDP)
- Alban Haas (1877–1968), deutscher Priester
- Albert Haas (Architekt), deutscher Architekt
- Albert Haas (Ingenieur) (1905–1969), Schweizer Ingenieur
- Albert Haas (Mediziner) (1911–1997), ungarisch-französischer Mediziner, Widerstandskämpfer und Autor
- Albert Haas (Bildhauer) (1928–1984), luxemburgischer Bildhauer
- Albert Haas (Biologe) (* 1960), deutscher Mikrobiologe und Hochschullehrer
- Albrecht Haas (1906–1970), deutscher Jurist und Politiker (FDP)
- Alex Haas, Pseudonym von Jutta Wilke (* 1963), deutsche Schriftstellerin
- Alexander Haas (Kaufmann) (1906–1980), deutscher Kaufmann
- Alexander Haas (Politiker) (* 1933), österreichischer Politiker (ÖVP) und Landwirt
- Alexander Haas (Biologe) (* 1964), deutscher Biologe
- Alexander Haas (Betriebswirt) (* 1967), deutscher Betriebswirt und Hochschullehrer
- Alfred Haas (Volkskundler) (1860–1950), deutscher Historiker, Volkskundler und Lehrer
- Alfred Haas (Mediziner) (1878–1978), deutscher Chirurg
- Alfred Haas (Politiker) (* 1950), deutscher Politiker (CDU)
- Alma Haas (1847–1932), deutsche Pianistin und Musikpädagogin
- Alois Haas (Theologe) (1928–2007), katholischer Theologe und Päpstlicher Ehrenprälat
- Alois Haas (Chemiker) (1932–2023), deutscher Chemiker (Anorganische Chemie)
- Alois Maria Haas (1934–2025), Schweizer Germanist
- Andreas Haas (Orthopädiemechaniker), deutscher Orthopädiemechaniker, siehe Orthopädietechnik-Mechaniker #Geschichte
- Andreas Haas (Politiker) (* 1964), deutscher Politiker (CSU), Oberbürgermeister von Germering
- Andreas Haas, deutscher Sänger, Mitglied von Wind (Band)
- Andreas Haas (Fußballspieler) (* 1982), deutscher Fußballspieler
- Andreas Haas (Bobfahrer) (* 1996), Schweizer Bobfahrer
- Andreas Bang-Haas (1846–1925), dänischer Insektenkundler
- Anette Haas (* 1961), deutsche Künstlerin und Hochschullehrerin
- Anja Haas (* 1971), österreichische Skirennläuferin
- Anna-Maria Haas (1909–1996), österreichische Gerechte unter den Völkern
- Anton Haas (Verwaltungsbeamter), deutscher Verwaltungsbeamter
- Anton Haas (Musiker) (1855–??), deutscher Zitherspieler, Musiklehrer und Komponist
- Anton Haas (Politiker) (1875–1965), deutscher Politiker (BVP, CSU)
- Anton Haas (Fußballspieler) (* 1954), österreichischer Fußballspieler
- Arno Haas (* 1965), deutscher Saxophonist, Komponist, Musikproduzent und Musikverleger
- Arthur Haas (Musiker), US-amerikanischer Musiker und Hochschullehrer
- Arthur Haas (Künstler) (* 1969), niederländischer Illustrator
- Arthur Erich Haas (1884–1941), österreichischer Physiker
- Arthur Gustav Haas (1925–2016), österreichischer Historiker
- August Haas (Maler) (1866–1943), Schweizer Maler und Restaurator
- August Haas (Politiker) (1881–1945), deutscher Gewerkschafter und Politiker (SPD)
- August Haas (Jurist) (1882–1931), deutscher Jurist und Diplomat
- August Rudolf de Haas (1864–1931), deutscher Theologe und Pfarrer

### B
- Barbara Haas (Pädagogin) (* um 1966), österreichische Pädagogin und Frauenfunktionärin
- Barbara Haas (Journalistin) (* um 1975), österreichische Journalistin
- Barbara Haas (Tennisspielerin) (* 1996), österreichische Tennisspielerin
- Ben Haas (1926–1977), US-amerikanischer Schriftsteller
- Bepp Haas (Josef Johann Haas; 1917–1996), Schweizer Maler und Grafiker
- Bernd Haas (1958–2015), deutscher Veterinärmediziner
- Bernhard Haas (* 1964), deutscher Organist
- Bernt Haas (* 1978), Schweizer Fußballspieler
- Bill Haas (* 1982), US-amerikanischer Golfspieler
- Brigitte Haas (* 1964), liechtensteinische Juristin und Politikerin
- Brigitte Haas-Gebhard (* 1963), deutsche Archäologin
- Bruno Haas (Maler) (* 1939), deutscher Maler
- Bruno Haas (Rechtsextremist) (* 1951), österreichischer Jurist und Rechtsextremist
- Bruno Haas (Philosoph) (* 1967), deutscher Philosoph und Historiker

### C
- Carel Pieter Johannes de Haas (1895–1949), niederländischer Zoologe
- Carl Haas (Journalist) (auch Karl Haas; 1804–1883), deutscher Pfarrer und Journalist
- Carl de Haas (1817–1875), deutscher Übersetzer und Autor
- Carl Haas (Archäologe) (auch Karl Haas; 1825–1880), österreichischer Metallwarenfabrikant und Archäologe
- Carl Haas (Unternehmer) (1844–1921), deutscher Unternehmer
- Carl Haas (Rennfahrer) (1929–2016), US-amerikanischer Automobilrennfahrer und Rennsportfunktionär
- Carl Friedrich von Haas (1794–1884), deutscher Verwaltungsbeamter
- Centa Haas (1908–1976), deutsche Pädagogin und Politikerin (CSU)
- Charles F. Haas (1913–2011), US-amerikanischer Film- und Fernsehregisseur
- Charles S. Haas (Charles Stephen Haas, * 1952), US-amerikanischer Drehbuchautor, Schriftsteller und Schauspieler
- Charlie Haas (Charles Doyle Haas II; * 1972), US-amerikanischer Wrestler
- Christa Haas (* 1954), deutsche Sportreporterin, siehe Christa Gierke-Wedel
- Christian Haas (Musiker) (1956–2004), deutscher Musiker
- Christian Haas (Leichtathlet) (* 1958), deutscher Leichtathlet
- Christian Haas (Designer) (* 1974), deutscher Industriedesigner
- Christian Haas (Fußballspieler) (* 1978), deutscher Fußballspieler
- Christian Haas (Spezialeffektkünstler), deutscher Spezialeffektkünstler
- Christian Karl August von Haas (1779–1841), deutscher Theologe
- Christl Haas (1943–2001), österreichische Skirennläuferin
- Christoph Haas (Bergmeister) (1609–1679), böhmischer Beamter
- Christoph Haas (Kapellmeister) (* 1949), Schweizer Kapellmeister
- Christoph Haas (Musiker) (* 1953), deutscher Perkussionist und Komponist
- Christoph Haas (Fußballspieler) (* 1992), österreichischer Fußballspieler
- Claudia Maria Haas (* 1965), österreichische Schauspielerin
- Colin Haas (* 1996), liechtensteinischer Fußballspieler
- Conrad Haas (1509–1576), österreichischer Militärtechniker und Raketenkonstrukteur

### D
- Daniel Haas (* 1983), deutscher Fußballtorwart
- David Haas (Komponist) (* 1957), US-amerikanischer Schriftsteller und Komponist
- David Haas (Eishockeyspieler) (* 1968), kanadischer Eishockeyspieler
- David Haas (Produzent), US-amerikanischer Produzent und Filmeditor
- David Haas (Schauspieler), Schauspieler
- David Haas (Fußballspieler) (* 2001), österreichisch-thailändischer Fußballspieler
- Derek Haas (* 1970), US-amerikanischer Schriftsteller und Drehbuchautor
- Dieter Haas (1945–2017), Schweizer Mikrobiologe
- Diether Haas  (1921–2012), deutscher Verwaltungsjurist
- Diethard Haas (* 1942), deutscher Politiker
- Dietrich von Haas (1727–1797), deutscher Generalmajor
- Dolly Haas (1910–1994), deutschamerikanische Schauspielerin
- Doris Haas, Geburtsname von Doris Loh (1938–2021), deutsche Sängerin
- Doris Haas (Bogenschützin) (* 1964), deutsche Bogenschützin
- Doris Distelmaier-Haas (* 1943), deutsche Schriftstellerin und Künstlerin

### E
- Earle Haas (1885–1981), US-amerikanischer Arzt und Erfinder
- Eddie de Haas (1930–2022), US-amerikanischer Jazzmusiker
- Eduard von Haas (1827–1880), österreichischer Großindustrieller
- Eduard Haas (Gärtner) (1881–1961), Schweizer Gärtner und Verbandsfunktionär
- Eduard Haas (1897–1989), österreichischer Arzt, Erfinder und Unternehmer, siehe Ed. Haas Austria
- Eduard Haas (Fußballspieler) (* 2003), österreichischer Fußballspieler
- Elise Haas (1878–1960), deutsche Lyrikerin
- Emil Haas (1903–1977), deutscher Politiker (SPD)
- Emmerich Haas (1896–1955), österreichischer Politiker (ÖVP)
- Ernst Haas (Unternehmer) (Wilhelm Ernst Haas; 1784–1864), deutscher Tabakwarenunternehmer
- Ernst Haas (Indologe) (Ernst Anton Max Haas; 1835–1882), deutscher Indologe und Hochschullehrer
- Ernst Haas (Politiker, 1899) (1899–nach 1964), sudetendeutscher Politiker (SdP)
- Ernst Haas (Politiker, 1901) (1901–1979), deutscher Jurist und Politiker (SPD)
- Ernst Haas (Ruderer) (* 1908), Schweizer Ruderer
- Ernst Haas (Fotograf) (1921–1986), österreichisch-amerikanischer Fotograf und Autor
- Ernst B. Haas (1924–2003), US-amerikanischer Politikwissenschaftler
- Ernst Otto Haas (1912–1984), deutscher Politiker (CDU)
- Erwin Haas (Mediziner) (1923–2003/2004), deutscher HNO-Arzt, Plastischer Chirurg und Hochschullehrer
- Erwin Haas (* 1945), deutscher Ruderer
- Esther Haas (* 1956), Schweizer Politikerin (ALG)
- Eugen Haas (1916–1995), deutscher Unternehmer und Handballfunktionär
- Euthymius Haas, Pseudonym von Hermann Mulert (1879–1950), deutscher Theologe
- Evelyn Haas (* 1949), deutsche Richterin

### F
- Fabian Haas (* 1967), deutscher Entomologe
- Ferdinand Haas (* 1940), deutscher Hürdenläufer
- Frans de Haas (* 1963), niederländischer Klassischer Philologe und Philosophiehistoriker
- Franz Haas (Politiker, 1873) (1873–1951), deutscher Politiker (Zentrum), MdL Baden
- Franz Haas (Wirtschaftswissenschaftler) (1895–1955), deutscher Wirtschaftswissenschaftler
- Franz Haas (General) (1898–1961), deutscher Generalmajor
- Franz Haas (Politiker, 1904) (1904–1989), deutscher Politiker (SPD), MdL Bayern
- Franz Haas (Politiker, 1937) (1937–2008), österreichischer Politiker (SPÖ), Wiener Landtagsabgeordneter
- Franz Haas (Künstler) (1948–2004), österreichischer Künstler
- Franz Haas (Literaturwissenschaftler) (* 1955), österreichischer Literaturwissenschaftler
- Franz Haas-Zumbühl (1867–1937), Schweizer Numismatiker
- Franz Haas (Autor) (* 1960), österreichischer Sachbuchautor und Journalist
- Friederike de Haas (1944–2019), deutsche Politikerin (CDU)
- Friedrich Haas (Orgelbauer) (1811–1886), deutsch-schweizerischer Orgelbauer
- Friedrich Haas (Politiker, 1846) (1846–1912), deutscher Jurist und Politiker
- Friedrich Haas (Politiker, 1884) (1884–1940), deutscher Lehrer und Politiker (DVP), MdL Thüringen
- Friedrich Haas (Politiker, 1896) (1896–1988), deutscher Jurist, Richter und Politiker (CDU)
- Friedrich Wilhelm Ernst Haas (1815–1865), deutscher Eisenhüttenunternehmer
- Frithjof Haas (1922–2013), deutscher Kapellmeister und Musikwissenschaftler
- Fritz Haas (Unternehmer, 1823) (1823–1900), deutscher Unternehmer, Mitglied des Nassauischen Kommunallandtags
- Fritz Haas (Zoologe) (1886–1969), deutscher Malakologe
- Fritz Haas (Architekt) (1890–1968), österreichischer Architekt
- Fritz Haas (Landrat) (1903–1977), deutscher Verwaltungsjurist

### G
- Gaëtan Haas (* 1992), Schweizer Eishockeyspieler
- Gallus Haas († 1540), deutscher Geistlicher, Abt von St. Blasien
- Geertruida de Haas-Lorentz (1885–1973), niederländische Physikerin und Hochschullehrerin
- Gene Haas (* 1952), US-amerikanischer Unternehmer und Motorsportfunktionär
- Georg Haas (Kupferstecher) (1756–1817), deutsch-dänischer Kupferstecher
- Georg Haas (Politiker) (1835–1898), deutscher Landwirt und Politiker (NLP)
- Georg Haas (Mediziner) (1886–1971), deutscher Mediziner
- Georg Haas (Zoologe) (1905–1981), österreichisch-israelischer Herpetologe und Paläontologe
- Georg Haas (Meteorologe) (* 1978), deutscher  Meteorologe
- Georg Haas von Hasenfels (1841–1914), österreichisch-ungarischer Industrieller
- Georg Edwin Haas (* 1935), US-amerikanischer Baseballspieler
- Georg Friedrich Haas (* 1953), österreichischer Komponist
- Georges Haas (Fußballspieler), französischer Fußballspieler
- Georges Haas (Schachspieler) (* 1951), luxemburgischer Schachspieler und Autor
- Gerda Haas (Leichtathletin) (* 1965), österreichische Leichtathletin
- Gerda-Maria Haas (* 1942), deutsche Politikerin (SPD)
- Gerhard Haas (Gewerkschafter), deutscher Gewerkschafter
- Gerhard Haas (Zoologe) (1923–2006), deutscher Zoologe
- Gerhard Haas (Germanist) (1929–2011), deutscher Germanist und Hochschullehrer
- Gerhard Haas (Elektrotechniker), deutscher Elektrotechniker und Autor
- Gernot Haas (* 1978), österreichischer Schauspieler
- Giulio Haas (* 1956), Schweizer Diplomat
- Giuseppe Haas-Triverio (1889–1963), Schweizer Maler und Holzschnittkünstler
- Gonca de Haas (* 1985), deutsche Schauspielerin
- Gottfried Haas (1943–2016), deutscher Diplomat
- Gretel Haas-Gerber (1903–1998), deutsche Malerin
- Günter Haas (* 1944), deutscher Schriftsteller
- Gustav Haas (Politiker, 1886) (1886–1933), deutscher Gewerkschafter und Politiker (SPD), MdL Hannover
- Gustav Haas (Maler) (1889–1953), deutscher Maler
- Gustav-Adolf Haas (1935–2013), deutscher Politiker (SPD)

### H
- Hagen Haas (* 1972), deutscher Drehbuchautor und Schriftsteller
- Hannes Haas (1957–2014), österreichischer Kommunikationswissenschaftler und Hochschullehrer
- Hanns Haas (Maler) (1890–1963), deutscher Maler und Grafiker
- Hanns Haas (Chorleiter) (1910–1965), deutscher Kapellmeister und Chorleiter
- Hanns Haas (Historiker) (* 1943), österreichischer Historiker und Hochschullehrer
- Hanns-Stephan Haas (* 1958), deutscher Theologe und Hochschullehrer
- Hans Haas (Theologe) (1868–1934), deutscher Theologe und Religionswissenschaftler
- Hans Haas (Philologe) (1889–1957), deutscher Klassischer Philologe und Lehrer
- Hans Haas (Mykologe) (1904–2003), deutscher Mykologe
- Hans Haas (Gewichtheber) (1906–1973), österreichischer Gewichtheber
- Hans Haas (Mediziner) (1907–nach 1988), deutscher Pharmakologe und Hochschullehrer
- Hans Haas (Architekt, 1931) (1931–1989), deutscher Architekt und Hochschullehrer
- Hans Haas (Maler) (* 1939), deutscher Maler
- Hans Haas (Architekt, 1946) (1946–2018), deutscher Architekt, Bauingenieur und Museumsdirektor
- Hans Haas (Koch) (* 1957), österreichischer Koch
- Hans-Dieter Haas (* 1943), deutscher Wirtschaftsgeograph
- Hans Josef Haas (* 1956), deutscher Verwaltungsjurist
- Hans-Peter Haas (* 1935), deutscher Siebdrucker
- Harald Haas (* 1968),  deutscher Informatiker
- Haymo Haas (* 1957), liechtensteinischer Fußballspieler
- Heidrun Kaupen-Haas (* 1937), deutsche Medizinsoziologin
- Hein de Haas (* 1960), niederländischer Soziologe, Migrationsforscher und Hochschullehrer
- Heinrich Haas (Pilot) (1885–1910), deutscher Pilot
- Heinrich Haas (Filmproduzent) (1890–1953), österreichischer Filmproduzent
- Heinrich de Haas (1896–1976), deutscher Kaufmann und Diplomat
- Helge Haas (* 1961), deutscher Fernsehmoderator und Journalist
- Helmut Haas (Akustiker), deutscher Akustiker, siehe Haas-Effekt
- Helmut Haas (Politiker) (* 1950), österreichischer Politiker
- Helmuth de Haas (1927–1970), deutscher Journalist
- Herbert Haas (Bibliothekar) (1910–1999), deutscher Bibliothekar
- Herbert Haas (Politiker, 1928) (1928–2006), österreichischer Politiker (SPÖ)
- Herbert Haas (Politiker, 1934) (1934–2011), deutscher Autor und Politiker (ÖDP)
- Herbert K. Haas (* 1954), deutscher Versicherungsmanager
- Hermann Haas (Mediziner) (1846–1888), deutscher Mediziner
- Hermann Haas (Jurist) (Hermann Julius Haas; 1852–1902), deutscher Jurist, Verleger und Politiker, Bürgermeister von Weinheim
- Hermann Haas (Künstler) (1878–1935), deutscher Keramiker, Maler und Architekt
- Hermann Haas (Politiker, II), deutscher Politiker (MSPD, USPD), MdL Bayern
- Hermann Josef Haas (1929–2003), deutscher Biochemiker und Hochschullehrer
- Herta Haas (Übersetzerin) (1907–2007), deutsche Übersetzerin und Frauenrechtlerin
- Herta Haas (Partisanin) (1914–2010), jugoslawische Partisanin
- Hippolyt Haas (Geologe) (1855–1913), deutscher Paläontologe und Geologe
- Hippolyt Haas (Philologe) (1871–1930), österreichischer Geistlicher und Philologe
- Hugo Haas (1901–1968), tschechischer Schauspieler, Regisseur, Drehbuchautor und Produzent

### I
- Ildefons Haas (1735–1791), deutscher Musiker und Benediktiner
- Irmgard Haas (* 1953), deutsche Künstlerin, siehe Irmgard Pozorski
- Isidor Haas (* 1971), Schweizer Skilangläufer

### J
- Jacob de Haas (1872–1937), britischer Journalist, Schriftsteller und Zionist
- Jakob Haas (Jurist) († nach 1248), Südtiroler Notar
- Jakob Haas (Musiker) (* 1979), deutscher Cellist
- Jakob Bernhard Haas (1753–1828), deutscher Instrumentenbauer und Erfinder
- Jana Haas (Schwimmerin) (* 1975), deutsche Schwimmerin
- Jana Haas (Autorin) (* 1979), russisch-deutsche Autorin
- Jana Haas (Badminton) (* 1998), österreichische Badmintonspielerin
- Jay Haas (* 1953), US-amerikanischer Golfspieler
- Jean-François Haas (* 1952), Schweizer Schriftsteller
- Jens Oliver Haas (* 1967), deutscher Autor
- Johan de Haas (1897–1945), niederländischer Autor und Anarchist
- Johann Christoph Haas (1753–1829), österreichischer Maler
- Johann Baptist Haas (Kupferstecher) (1732–1791), deutscher Kupferstecher
- Johann Baptist Haas (Politiker) (1857–1935), Schweizer Landwirt und Politiker
- Johann Daniel Haas (Unternehmer, 1731) (1731–1798), deutscher Tabakfabrikant und Händler
- Johann Daniel Haas (Unternehmer, 1780) (1780–1849), deutscher Tabakfabrikant und Politiker
- Johann Gottfried Haas (1737–1815), deutscher Philologe, Grammatiker und Lexikograf
- Johann Otto Haas (1906–1944), österreichischer Widerstandskämpfer
- Johannes Haas (Richter) (1851–1908), deutscher Jurist und Richter
- Johannes Haas (Musiker) (1931–2004), deutscher Musiker, Komponist, Herausgeber und Chorleiter
- Johannes Haas-Heye (1912–2008), deutscher Journalist und Diplomat
- Johannes Hubertus Leonardus de Haas (1832–1908), niederländischer Maler
- John Haas (Kanute) (1909–1992), US-amerikanischer Kanute
- Jonas Haas (1720–1775), deutscher Kupferstecher
- Jörg Haas (* 1968), deutscher Leichtathlet
- Jörg-Dieter Haas (1938–2012), deutscher Dramaturg, Theaterregisseur und Intendant
- José de Haas (1877–1956), niederländischer Ordensgeistlicher, Bischof von Araçuaí
- Josef von Haas (1847–1896), österreichisch-ungarischer Diplomat
- Josef Haas (Romanist) (1863–1929), deutscher Romanist
- Josef Haas (Politiker) (1907–1964), deutscher Jurist und Politiker, Bürgermeister von Lindau
- Josef Haas (Skilangläufer) (1937–2024), Schweizer Skilangläufer, Trainer und Politiker
- Josef Jost-Haas (1878–nach 1946), deutscher Landwirt und Landrat
- Josef Johann Haas, eigentlicher Name von Bepp Haas (1917–1996), Schweizer Maler und Grafiker
- Joseph Haas (1879–1960), deutscher Komponist
- Josephine Haas (1783–1846), österreichische Stifterin
- Joshua Haas (* 1994), deutscher American-Football-Spieler
- Julius Haas (Kaufmann) (1885–nach 1943), deutscher Kaufmann
- Július Haas (* 1948), slowakischer Eishockeyspieler und -trainer
- Jürgen Haas (* 1964), deutscher Regisseur

### K
- Karl Haas (1804–1883), deutscher Pfarrer und Journalist, siehe Carl Haas (Journalist)
- Karl Haas (Politiker) (1826–1907), deutscher Politiker, MdL Baden
- Karl Haas (Maler) (1831–1895), österreichischer Maler und Zeichner
- Karl Haas (Apotheker) (1869–1946), deutscher Apotheker
- Karl Haas (General) (1878–1949), österreichisch-deutscher Generalmajor und SA-Gruppenführer
- Karl Haas (Sprecher), deutscher Hörspielsprecher und Aufnahmeleiter
- Karl Haas (Dirigent) (1900–1970), deutscher Dirigent, Musiker und Musikwissenschaftler
- Karl Haas (Moderator) (1913–2005), deutsch-amerikanischer Pianist und Radiomoderator
- Karl Franz Lubert Haas (1722–1789), deutscher Historiker und Theologe
- Karl-Friedrich Haas (Unternehmer) (1921–2010), deutscher Unternehmer und Verbandsfunktionär
- Karl-Friedrich Haas (Leichtathlet) (1931–2021), deutscher Leichtathlet
- Karl Nikolaus Haas (1920–1991), deutscher Heraldiker und Verwaltungsbeamter
- Karl Otto Haas (1949–1993), österreichischer Mörder
- Karyn von Ostholt-Haas (* 1938), deutsche Schauspielerin und Synchronsprecherin
- Kaspar Haas (1526/1533–1606), deutscher Rechtswissenschaftler, siehe Caspar Lagus
- Konrad Haas (1509–1576), österreichischer Militärtechniker und Raketenkonstrukteur, siehe Conrad Haas
- Konrad Haas (Komponist) (* 1954), deutscher Musiker und Komponist

### L
- Ladislav Haas (1904–1986), tschechoslowakischer Psychoanalytiker
- Laura Haas (* 1956), US-amerikanische Informatikerin
- Leo Haas (1901–1983), deutscher Zeichner und Karikaturist
- Leo Haas (Ingenieur) (1817–1882), deutscher Ingenieur und Unternehmer
- Leonhard Haas (Bischof) (1833–1906), Schweizer Geistlicher, Bischof von Basel
- Leonhard Haas (Archivar) (1908–2000), Schweizer Archivar
- Leonhard Haas (Fußballspieler) (* 1982), deutscher Fußballspieler
- Lionel Haas (* 1971), deutscher Jazzmusiker
- Ludwig Haas (Politiker, III), deutscher Politiker, MdL Bayern
- Ludwig Haas (Politiker, 1875) (1875–1930), deutscher Jurist, Offizier und Politiker (FVP, DDP), MdR
- Ludwig Haas (Politiker, 1879) (1879–1949), deutscher Politiker (DVP), MdL Baden
- Ludwig Haas (Schauspieler) (1933–2021), deutscher Schauspieler
- Ludwig Haas (Bildhauer) (* 1947), österreichischer Bildhauer
- Lukas Haas (* 1976), US-amerikanischer Schauspieler
- Lukas Haas (Eishockeyspieler) (* 1988), Schweizer Eishockeyspieler
- Lukas Haas (Schauspieler, 1995) (* 1995), österreichischer Schauspieler und Musiker
- Luke Haas (1949–2015), luxemburgischer Musiker und Comiczeichner

### M
- Madeleine Haas (* 2004), deutsche Schauspielerin
- Manfred Haas (* 1940), deutscher Fußballfunktionär
- Manuel Haas (* 1996), österreichischer Fußballspieler
- Maria Haas (Fotografin) (* 1968), österreichische Fotografin
- Maria Victoria Haas (* 1980), Schweizer Radio- und Fernsehjournalistin und Moderatorin
- Marie Haas (1917–2007), Schauspielerin
- Marie Bernhard Haas (1844–1919), deutsch-französischer Mediziner und Politiker, MdR
- Mario Haas (* 1974), österreichischer Fußballspieler
- Mario Haas (Politiker) (* 1992), österreichischer Politiker (SPÖ), Landtagsabgeordneter (Oberösterreich)
- Marius Haas (Diplomat) (* 1945), deutscher Diplomat
- Marius V. Haas (* 1999), deutscher Schauspieler
- Markus Haas (Fussballspieler) (* 1959), liechtensteinischer Fußballspieler
- Markus Haas (Manager) (* 1972), deutscher Manager
- Marlene Müller-Haas (* 1948), deutsche Übersetzerin
- Martin Haas (Historiker) (1935–2019), Schweizer Historiker und Politiker (FDP)
- Martin Haas (Musiker) (* 1959), deutscher Musiker, Komponist und Musikproduzent
- Martin Haas (Moderator) (1962–2018), deutscher Journalist und Fernsehmoderator
- Mary Haas (1910–1996), US-amerikanische Sprachwissenschaftlerin
- Mauritz de Haas (1832–1895), niederländisch-amerikanischer Maler
- Max Haas (Architekt) (1847–1927), Architekt
- Max Haas (Musikwissenschaftler) (1943–2018), Schweizer Musikwissenschaftler
- Maximilian Haas (* 1985), deutscher Fußballspieler
- Meike Haas (* 1970), deutsche Autorin
- Meno Haas (1752–1833), deutscher Kupferstecher
- Michael Haas (Bischof) (1810–1866), österreichischer Geistlicher, Bischof von Sathmar
- Michael Haas (Maler) (1910–2012), österreichischer Maler und Grafiker
- Michael Haas (Politikwissenschaftler) (* 1938), US-amerikanischer Politikwissenschaftler und Autor
- Michael Haas (Produzent) (* 1954), US-amerikanischer Musikproduzent
- Michael Haas (Fußballspieler) (* 1963), deutscher Fußballspieler
- Michael Haas (Moderator) (* 1965), deutscher Journalist und Hörfunkmoderator
- Michael Franz Haas (1906–1942), österreichischer Widerstandskämpfer
- Michaela Haas (* 1970), deutsche Journalistin
- Mika Haas (* 2005), deutscher Fußballspieler
- Modestus Haas (* 1963), liechtensteinischer Fußballspieler
- Monika Haas (* 1948), deutsche Terroristin
- Monique Haas (1909–1987), französische Pianistin

### N
- Naomi Goldberg Haas, US-amerikanische Choreografin
- Nathan Haas (* 1989), australischer Radrennfahrer
- Nicolas Haas (* 1996), Schweizer Fußballspieler
- Nicolaus Haas (1665–1715), lutherischer Theologe, Pastor und Erbauungsschriftsteller
- Nikolaus Haas (Theologe) (1779–1855), deutscher Theologe, Historiker und Politiker
- Nikolaus Haas (Mediziner) (* 1964), deutscher Kinderarzt und Kardiologe
- Norbert Haas (* 1946), deutscher Unfallchirurg und Hochschullehrer

### O
- Odo Haas (1931–2019), deutscher Benediktinermönch, Abt von Waegwan
- Olga de Haas (1944–1978), niederländische Balletttänzerin
- Oswin Haas (* 1955), deutscher Klavierpädagoge, Pianist und Komponist
- Otto Haas  (Offizier) (1864–1930), deutscher Offizier
- Otto Haas (Industrieller) (1872–1960), deutscher Industrieller
- Otto Haas (Antiquar) (1874–1955), deutsch-britischer Antiquar
- Otto Haas (Paläontologe) (1887–1976), österreichischer Paläontologe
- Otto Haas (1906–1944), österreichischer Widerstandskämpfer, siehe Johann Otto Haas
- Otto Haas (Linguist) (1911–1977), österreichischer Linguist
- Otto Haas (Rennfahrer), deutscher Motorradrennfahrer
- Otto Bang-Haas (1882–1948), deutscher Entomologe und Insektenhändler
- Otto Ludwig Haas-Heye (1879–1959), deutscher Modeschöpfer und Hochschullehrer
- Otto Rudolf Haas (1878–1956), deutscher Stahlindustrieller

### P
- Patrick Haas (Politiker) (* 1981), deutscher Politiker (SPD)
- Patrick Haas (Fußballspieler) (* 1993), österreichischer Fußballspieler
- Paul Haas (Organist) (1866–1942), deutsch-schweizerischer Organist
- Paul Haas (Fussballmanager) (1873–??), Schweizer Fußballmanager
- Paul Haas (Dirigent), US-amerikanischer Dirigent, Komponist und Installationskünstler
- Paul Schmid-Haas (1930–2016), Schweizer Forstwissenschaftler
- Paul Gerhard de Haas (1907–1976), deutscher Obstbauwissenschaftler
- Pavel Haas (1899–1944), tschechischer Komponist
- Peter Haas (Kupferstecher) (1754–nach 1804), deutscher Kupferstecher
- Peter Haas (Cartoonist) (1933–2015), Schweizer Cartoonist
- Peter Haas (Autor) (1940–2023), deutscher Schriftsteller und Übersetzer
- Peter de Haas (* 1941), deutscher Ingenieur und Hochschullehrer
- Peter Haas (Leichtathlet) (* 1955), Schweizer Hürdenläufer
- Peter Haas (Informatiker) (* 1957), deutscher Medizininformatiker und Hochschullehrer
- Peter J. Haas (Judaist) (Peter Jerome Haas; * 1947), US-amerikanischer Judaist und Hochschullehrer
- Peter J. Haas (Politikwissenschaftler) (* 1957), US-amerikanischer Politikwissenschaftler und Hochschullehrer
- Peter J. Haas (Informatiker), US-amerikanischer Informatiker
- Peter M. Haas (* 1951), deutscher Musiker und Musikpädagoge
- Philipp Haas (Industrieller) (1791–1870), österreichischer Unternehmensgründer
- Philipp Haas (Politiker) (1854–1903), deutscher Politiker, MdL Großherzogtum Hessen
- Philipp de Haas (Ringer) (1878–1911), belgischer Ringer
- Philipp de Haas (Rabbiner) (1884–1935), deutscher Rabbiner
- Philipp Haas von Teichen (1859–1926), österreichischer Unternehmer
- Pieter Haas (* 1963), niederländischer Manager
- Plinio Haas (1928–2013), Schweizer Architekt

### R
- Ragani Haas (* 1969), deutsche Künstlerin
- Rainer Haas (Mediziner) (* 1955), deutscher Mediziner
- Rainer Haas (Jurist) (* 1956), deutscher Jurist, Richter und Landrat
- Rainer Haas (Mikrobiologe) (* 1957), deutscher Mikrobiologe
- Reimund Haas (1949–2023), deutscher Kirchenhistoriker
- Reiner Haas (* 1965), deutscher Schauspieler
- Renate Haas (* 1946), deutsche Anglistin
- René Robert Haas (* 1881), französischer Ingenieur und Offizier
- Richard Haas (Mediziner) (1910–1988), deutscher Mediziner und Hochschullehrer
- Richard Haas (Missionar) (1911–1949), deutscher Missionar und Märtyrer
- Richard Haas (Maler) (* 1936), US-amerikanischer Maler
- Robert Haas (Bauingenieur) (1880–1973), Schweizer Wasserbauingenieur
- Robert Haas (Politiker) (1882–1933), deutscher Politiker, MdL Westfalen
- Robert Haas (Musikwissenschaftler) (1886–1960), österreichischer Musikwissenschaftler und Dirigent
- Robert Haas (Fussballspieler, I), Schweizer Fußballspieler
- Robert Haas (Künstler) (1898–1997), österreichischer Grafiker, Fotograf und Ingenieur
- Robert Haas (Ernährungswissenschaftler) (* 1948), US-amerikanischer Ernährungswissenschaftler
- Robert Haas (Liedermacher) (* 1964), deutscher Komponist und Liedermacher
- Robert Haas (Fußballspieler, 1971) (* 1971), österreichischer Fußballspieler und -trainer
- Robert Haas (Basketballspieler) (* 1988), deutscher Basketballspieler
- Robert B. Haas (* 1947), US-amerikanischer Fotograf und Unternehmer
- Robert Bartlett Haas (1916–2010), US-amerikanischer Literaturwissenschaftler
- Robert D. Haas (* 1942), US-amerikanischer Unternehmer
- Robert M. Haas (1889–1962), US-amerikanischer Filmarchitekt
- Rochus Haas (1837–1903), österreichischer Bildhauer
- Roland Haas (Kulturmanager) (* 1949), deutscher Dramaturg und Kulturmanager
- Roland Haas (* 1958), österreichischer Maler
- Rolf Haas (* 1938), deutscher Dirigent, Chorleiter, Komponist und Herausgeber
- Rosalinde Haas (* 1932), deutsche Organistin
- Rostislav Haas (* 1968), deutsch-tschechischer Eishockeyspieler und -trainer
- Ruben de Haas (* 1998), US-amerikanischer Rugby-Union-Spieler0
- Rüdiger Haas (* 1969), deutscher Tennisspieler
- Rudolf Haas (Unternehmer, 1836) (1836–1897), deutscher Zellstofffabrikant
- Rudolf Haas (Unternehmer, 1843) (1843–1916), deutscher Montanunternehmer
- Rudolf Haas (Schauspieler, 1849) (1849–1927), österreichischer Schauspieler und Sänger
- Rudolf de Haas (1870–1944), deutscher Pfarrer und Schriftsteller
- Rudolf Haas (Schriftsteller) (1877–1943), österreichischer Schriftsteller
- Rudolf Haas (Unternehmer, 1901) (1901–1987), deutscher Unternehmer und Heimatforscher
- Rudolf Haas (Anglist) (1922–2004), deutscher Anglist und Hochschullehrer
- Rudolf Haas (Künstler) (* 1937), österreichischer Maler, Grafiker und Objektkünstler
- Rudolf Haas (Schauspieler, 1954) (* 1954), Schweizer Schauspieler
- Rudolf Haas (Politiker) (* 1955), österreichisch-deutscher Politiker

### S
- Sascha Haas (* 1990), deutscher Politiker (SPD)
- Sebastian Haas (deutscher Künstler) (bl um 1730), deutscher Künstler
- Sebastian Haas (Künstler, 1992) (* 1992), Schweizer Künstler und Hinterglasmaler
- Sebastian Haas (Leichtathlet) (* 1982)
- Shira Haas (* 1995), israelische Schauspielerin
- Siegfried Haas (Künstler, 1921) (1921–2011), deutscher Maler und Bildhauer (Rottweil)
- Siegfried Haas (Künstler, 1958) (1958–2013), deutscher Bildhauer (Dresden)
- Simon Anton Haas (1810–1879), österreichischer Sparkassenmanager und Politiker
- Sina Haas (* 1992), deutsche Tennisspielerin
- Stefan Haas (Historiker) (* 1962), deutscher Historiker
- Stefan Haas (Ingenieur) (* 1965), österreichischer Ingenieur und Manager
- Stefan Haas (Fußballspieler) (* 1994), deutscher Fußballspieler
- Steffen Haas (* 1988), deutscher Fußballspieler
- Susanne Pfisterer-Haas (* 1960), deutsche Klassische Archäologin
- Sylvia Bühler-Haas (* 1963), Schweizer Malerin und Designerin

### T
- Thea de Haas (1885–1976), deutsche Malerin und Schriftstellerin
- Theodor Haas (Philatelist) (1848–1911), deutscher Philatelist und Journalist
- Theodor Haas (Historiker) (1859–1939), deutscher Historiker und Philologe
- Thomas Haas (Tischfußballspieler) (* 1996), deutscher Tischfußballspieler
- Thorsten Haas (* 1966), deutscher Fußballtrainer
- Tobias Haas (* 1973), deutscher Filmeditor
- Tommy Haas (Thomas Haas; * 1978), deutscher Tennisspieler und -funktionär
- Toni Haas (* 1930), Schweizer Maler und Grafiker
- Toon de Haas (1929–2015), niederländischer Maler
- Townley Haas (* 1996), US-amerikanischer Schwimmer
- Traudel Haas (* 1945), deutsche Schauspielerin
- Troy de Haas (* 1979), australischer Orientierungsläufer

### U
- Ulrich Haas (* 1964), deutscher Rechtswissenschaftler
- Ursula Haas (* 1943), deutsche Schriftstellerin
- Uwe Haas (* 1964), deutscher Fußballspieler

### V
- Veronika Magyar-Haas (* vor 1981), Erziehungswissenschaftlerin und Hochschullehrerin
- Viktor Haas (1882–1964), österreichisch-tschechoslowakischer Politiker
- Volker Haas (* 1963), deutscher Rechtswissenschaftler
- Volkert Haas (1936–2019), deutscher Altorientalist

### W
- Walter de Haas (Diplomat) (1864–1931), deutscher Ministerialbeamter und Diplomat
- Walter de Haas, eigentlicher Name von Hanns Günther (1886–1969), deutscher Autor, Übersetzer und Herausgeber
- Walter Haas (Diplomat), deutscher Diplomat
- Walter Haas (Politiker) (1920–1996), deutscher Politiker (SPD), MdL
- Walter Haas (Bauforscher) (1928–2005), deutscher Bauforscher und Denkmalpfleger
- Walter Haas (Gewerkschafter) (1941–2022), deutscher Gewerkschaftsfunktionär
- Walter Haas (Germanist) (* 1942), Schweizer Germanist und Hochschullehrer
- Walter A. Haas (1889–1979), US-amerikanischer Manager
- Walter Luc Haas († 2001), Schweizer Journalist und Spielekritiker
- Waltraut Haas (1927–2025), österreichische Schauspielerin
- Wander Johannes de Haas (1878–1960), niederländischer Physiker
- Wendy Haas (* 1949), US-amerikanische Fusionmusikerin
- Wenzel Haas (1770–1830), böhmischer Bergbeamter, Bergmeister und Berggerichtssubstitut
- Werner Haas (1927–1956), deutscher Motorradrennfahrer
- Werner Haas (Pianist) (1931–1976), deutscher Pianist
- Werner Haas (Tänzer) (* 1936), deutscher Tänzer und Choreograf
- Wilhelm Haas (Genossenschaftler) (1839–1913), deutscher Politiker und Sozialreformer
- Wilhelm Haas (Bibliothekar) (1842–1918), österreichischer Bibliothekar
- Wilhelm Haas (Diplomat, 1896) (1896–1981), deutscher Diplomat
- Wilhelm Haas (Pädagoge) (1914–1993), deutscher Pädagoge und Autor
- Wilhelm Haas (Diplomat, 1931) (1931–2024), deutscher Diplomat
- Wilhelm Haas-Decker (1766–1838), Schweizer Unternehmer, Erfinder und Politiker
- Wilhelm Haas-Münch (1741–1800), Schweizer Unternehmer und Erfinder
- Wilhelm Christoph Jakob August von Haas (1785–1855), deutscher Generalmajor
- Wilhelm Ernst Haas (1784–1864), deutscher Fabrikant, siehe Ernst Haas (Unternehmer)
- Willi Haas (1902–1959), deutscher Politiker (CDU)
- William Haas (Sprachforscher) (1912–1997), tschechisch-britischer Germanist, Sprachwissenschaftler und Hochschullehrer
- William Herman Haas (1872–1960), US-amerikanischer Geograph und Geologe
- William S. Haas (Wilhelm Haas; 1883–1956), deutscher Philosoph, Psychologe und Soziologe
- Willibrord Haas (* 1936), deutscher Maler, Zeichner und Grafiker
- Willy Haas (1891–1973), deutscher Publizist und Literaturkritiker
- Winfried Haas (1934–2007), deutscher Paläontologe
- Wolf Haas (* 1960), österreichischer Schriftsteller
- Wolfdieter Haas (* 1921), deutscher Mittelalterhistoriker
- Wolfgang Haas (* 1948), liechtensteinischer Geistlicher, Erzbischof von Liechtenstein
- Wolfgang Haas (Schauspieler) (* 1968), deutscher Schauspieler
- Wolfgang G. Haas (* 1946), deutscher Trompeter

### Z
- Zoë Haas (* 1962), schweizerische Skirennfahrerin

## Weiteres
- Aus dem Lebensbuch des Schulmeisterleins Michel Haas. Romanfigur bei Wilhelm Raabe